# ウィルソン・ヘイス
ウィルソン・ヘイス（Wilson Reis、1985年1月6日 - ）は、ブラジルの男性総合格闘家。ミナスジェライス州ジャヌアリア出身。アメリカ合衆国カリフォルニア州サンディエゴ在住。アライアンスMMA/G13ブラジリアン柔術所属。元EliteXC世界バンタム級王者。

## 来歴
ホベルト・ゴドイの下でブラジリアン柔術を学び、ゴドイがブラジリアン・トップチームに入るのと同時にヘイスもBTT入りした。2004年に19歳で世界柔術選手権の茶帯プルーマ級で優勝を果たした（同門のブルーノ・バルボーザが決勝進出を決めたため、決勝は行われなかった）。
2007年、アメリカ合衆国ペンシルベニア州フィラデルフィアに移住。7月28日、Extreme Challengeでプロデビュー。
2008年1月25日、EliteXCによる人材育成大会であるShoXC: Elite Challenger Seriesでザック・マコウスキーと対戦し、肩固めで一本勝ち。7月26日、EliteXC: Unfinished Businessでブライアン・キャラウェイと対戦し、3-0の判定勝ち。
2008年9月26日、EliteXC世界バンタム級（-64kg）王座決定戦でエイブル・カラムと対戦し、3-0の判定勝ちを収め王座獲得に成功した。

### Bellator
2009年4月10日、Bellatorシーズン1のフェザー級トーナメントに優勝候補として出場。1回戦でヘンリー・マルチネスと対戦し、3-0の判定勝ち。5月8日、準決勝でジョー・ソトと対戦し、0-3の判定負け。総合格闘技8戦目での初黒星となった。
2009年6月5日、Bellator Xでロベルト・バルガスと対戦し、2-1の判定勝ち。
2010年2月3日、SRC12での星野勇二との対戦が発表されたが、2月24日に腰の負傷による欠場が発表された。
2010年4月15日、Bellatorシーズン2のフェザー級トーナメント1回戦でシャド・ライルレーと対戦し、チョークスリーパーで一本勝ち。5月13日、準決勝でパトリシオ・ピットブルと対戦し、0-3の判定負け。10月21日、Bellator 33でデイヴィダス・タウロセヴィチュスと対戦し、2-1の判定勝ちを収めた。

### UFC
2013年9月21日、UFCデビュー戦となったUFC 165でバンタム級ランキング10位のアイヴァン・メンジバーと対戦して、判定勝ち。
2014年2月15日、UFC Fight Night: Machida vs. Mousasiでバンタム級ランキング10位のユーリ・アルカンタラと対戦し、判定負け。
2014年8月23日、フライ級転向初戦となったUFC Fight Night: Henderson vs. dos Anjosでジョビー・サンチェスと対戦し、判定勝ち。
2014年10月25日、UFC 179でフライ級ランキング15位のスコット・ヨルゲンセンと対戦し、肩固めで一本勝ち。この試合はヨルゲンセンの体重超過により58kg契約で行われた。
2015年5月30日、UFC Fight Night: Condit vs. Alvesでフライ級ランキング4位のジュシー・フォルミーガと対戦し、判定負け。
2016年1月30日、UFC on FOX 18でフライ級ランキング9位のダスティン・オーティスと対戦し、判定勝利。
2017年4月15日、UFC on FOX 24のUFC世界フライ級タイトルマッチで王者のデメトリアス・ジョンソンに挑戦し、腕ひしぎ十字固めで自身のプロキャリアで初めて一本負けを喫し、王座獲得に失敗した。
2017年9月9日、UFC 215でフライ級ランキング2位のヘンリー・セフードと対戦し、パウンドでTKO負け。
2018年4月14日、UFC on FOX 29でフライ級ランキング10位のジョン・モラガと対戦し、判定負け。
2018年12月2日、UFC Fight Night: dos Santos vs. Tuivasaでフライ級ランキング10位のベン・グエンと対戦し、判定勝ち。
2019年4月13日、UFC 236でフライ級ランキング5位のアレッシャンドリ・パントージャと対戦し、TKO負け。

## 戦績
| 総合格闘技 戦績 | 総合格闘技 戦績 | 総合格闘技 戦績 | 総合格闘技 戦績 | 総合格闘技 戦績 | 総合格闘技 戦績 | 総合格闘技 戦績 |
| --------------- | --------------- | --------------- | --------------- | --------------- | --------------- | --------------- |
| 39 試合         | (T)KO           | 一本            | 判定            | その他          | 引き分け        | 無効試合        |
| 27 勝           | 0               | 12              | 15              | 0               | 0               | 0               |
| 12 敗           | 5               | 1               | 6               | 0               | 0               | 0               |

| 勝敗 | 対戦相手                         | 試合結果                             | 大会名                                                             | 開催年月日     |
| ○    | ジョニー・キャンベル             | 3R 2:20 リアネイキッドチョーク       | Cage Warriors 149                                                  | 2023年3月3日   |
| ○    | トーマス・グロンヴァル           | 5分3R終了 判定3-0                    | Cage Warriors 148                                                  | 2022年12月31日 |
| ○    | ジェレマイア・ラビアーノ         | 5分3R終了 判定2-1                    | Cage Warriors 133                                                  | 2021年3月4日   |
| ×    | テイラー・ラピルス               | 5分3R終了 判定0-3                    | Ares FC 2                                                          | 2021年12月11日 |
| ×    | ドニー・マトス                   | 1R 0:16 KO（パンチ）                 | Budo Sento Championship 2                                          | 2021年4月10日  |
| ○    | カルロス・ブリセーニョ           | 2R 4:38 肩固め                       | Budo Sento Championship                                            | 2020年11月14日 |
| ×    | アレッシャンドリ・パントージャ   | 1R 2:58 TKO（右ストレート→パウンド） | UFC 236: Holloway vs. Poirier 2                                    | 2019年4月13日  |
| ○    | ベン・グエン                     | 5分3R終了 判定3-0                    | UFC Fight Night: dos Santos vs. Tuivasa                            | 2018年12月2日  |
| ×    | ジョン・モラガ                   | 5分3R終了 判定0-3                    | UFC on FOX 29: Poirier vs. Gaethje                                 | 2018年4月14日  |
| ×    | ヘンリー・セフード               | 2R 0:25 TKO（右ストレート→パウンド） | UFC 215: Nunes vs. Shevchenko 2                                    | 2017年9月9日   |
| ×    | デメトリアス・ジョンソン         | 3R 4:49 腕ひしぎ十字固め             | UFC on FOX 24: Johnson vs. Reis 【UFC世界フライ級タイトルマッチ】  | 2017年4月15日  |
| ○    | 佐々木憂流迦                     | 5分3R終了 判定3-0                    | UFC 208: Holm vs. de Randamie                                      | 2017年2月11日  |
| ○    | ヘクター・サンドバル             | 1R 1:49 リアネイキドチョーク         | UFC 201: Lawler vs. Woodley                                        | 2016年7月30日  |
| ○    | ダスティン・オーティス           | 5分3R終了 判定3-0                    | UFC on FOX 18: Johnson vs. Bader                                   | 2016年1月30日  |
| ×    | ジュシー・フォルミーガ           | 5分3R終了 判定0-3                    | UFC Fight Night: Condit vs. Alves                                  | 2015年5月30日  |
| ○    | スコット・ヨルゲンセン           | 1R 3:28 肩固め                       | UFC 179: Aldo vs. Mendes 2                                         | 2014年10月25日 |
| ○    | ジョビー・サンチェス             | 5分3R終了 判定3-0                    | UFC Fight Night: Henderson vs. dos Anjos                           | 2014年8月23日  |
| ×    | ユーリ・アルカンタラ             | 5分3R終了 判定0-3                    | UFC Fight Night: Machida vs. Mousasi                               | 2014年2月15日  |
| ○    | アイヴァン・メンジバー           | 5分3R終了 判定3-0                    | UFC 165: Jones vs. Gustafsson                                      | 2013年9月21日  |
| ○    | オーエン・ロディ                 | 3R 1:38 リアネイキドチョーク         | Cage Warriors 50                                                   | 2012年12月8日  |
| ○    | ビリー・ヴォーン                 | 1R 3:28 肩固め                       | Matrix Fights 7                                                    | 2012年10月26日 |
| ○    | コーディ・スティーブンス         | 5分3R終了 判定3-0                    | Matrix Fights 6                                                    | 2012年7月13日  |
| ○    | ブルーノ・メネゼス               | 1R 3:20 リアネイキドチョーク         | WFE 11: Platinum 【WFEバンタム級王座決定戦】                       | 2011年12月16日 |
| ×    | エドゥアルド・ダンタス           | 2R 1:02 KO（跳び膝蹴り→パウンド）    | Bellator 51 【バンタム級トーナメント 1回戦】                       | 2011年9月24日  |
| ×    | パトリシオ・ピットブル           | 3R 3:29 KO（スタンドパンチ連打）     | Bellator 41 【フェザー級トーナメント 準決勝】                      | 2011年4月16日  |
| ○    | ザック・ジョージ                 | 1R 2:09 リアネイキドチョーク         | Bellator 37 【フェザー級トーナメント 1回戦】                       | 2011年3月19日  |
| ○    | デイヴィダス・タウロセヴィチュス | 5分3R終了 判定2-1                    | Bellator 33                                                        | 2010年10月21日 |
| ×    | パトリシオ・ピットブル           | 5分3R終了 判定0-3                    | Bellator 18 【フェザー級トーナメント 準決勝】                      | 2010年5月13日  |
| ○    | シャド・ライルレー               | 3R 3:33 チョークスリーパー           | Bellator 14 【フェザー級トーナメント 1回戦】                       | 2010年4月15日  |
| ○    | ドゥエイン・シェルトン           | 5分3R終了 判定3-0                    | Locked in the Cage 1 【Extreme Forceフェザー級王座決定戦】         | 2009年11月20日 |
| ○    | ロベルト・バルガス               | 5分3R終了 判定2-1                    | Bellator X                                                         | 2009年6月5日   |
| ×    | ジョー・ソト                     | 5分3R終了 判定0-3                    | Bellator VI 【フェザー級トーナメント 準決勝】                      | 2009年5月8日   |
| ○    | ヘンリー・マルチネス             | 5分3R終了 判定3-0                    | Bellator II 【フェザー級トーナメント 1回戦】                       | 2009年4月10日  |
| ○    | エイブル・カラム                 | 5分5R終了 判定3-0                    | ShoXC: Elite Challenger Series 【EliteXC世界バンタム級王座決定戦】 | 2008年9月26日  |
| ○    | ブライアン・キャラウェイ         | 5分3R終了 判定3-0                    | EliteXC: Unfinished Business                                       | 2008年7月26日  |
| ○    | ジャスティン・ロビンズ           | 1R 4:06 チョークスリーパー           | EliteXC: Primetime                                                 | 2008年5月31日  |
| ○    | ザック・マコウスキー             | 2R 1:15 肩固め                       | ShoXC: Elite Challenger Series                                     | 2008年1月25日  |
| ○    | ディエゴ・ヒメネス               | 1R 2:00 チョークスリーパー           | CITC: Fearless Fighters Return                                     | 2007年10月6日  |
| ○    | 馬場成保                         | 5分3R終了 判定3-0                    | Extreme Challenge 81                                               | 2007年7月28日  |

## 獲得タイトル
- 世界柔術選手権 茶帯プルーマ級 優勝（2004年）
- 初代EliteXC世界バンタム級王座（2008年）
- Extreme Forceフェザー級王座（2009年）
- WFEバンタム級王座（2011年）

## 表彰
- ブラジリアン柔術 黒帯